# 小克利特納
49°43′46″N 26°40′21″E / 49.72944°N 26.67250°E
小克利特納（烏克蘭語：Мала Клітна）是位於烏克蘭西部的村莊，由赫梅利尼茨基州裡赫梅利尼茨基區的扎斯盧奇內市鎮負責管轄。該村始建於1518年，面積1.23平方公里，海拔高度304米，2001年人口246，人口密度每平方公里199.8人。